# Unterseeboot 198
Le Unterseeboot 198 (ou U-198) est un sous-marin allemand (U-Boot) de type IX D2 utilisé par la Kriegsmarine pendant la Seconde Guerre mondiale.

## Historique
Mis en service le 3 novembre 1942, l'Unterseeboot 198 reçoit sa formation de base dans la 4. Unterseebootsflottille à Stettin en province de Poméranie jusqu'au 31 mars 1943, où il rejoint sa formation de combat : la 12. Unterseebootsflottille à Bordeaux.
Il quitte le port de Kiel pour sa première patrouille le 9 mars 1943 sous les ordres du Fregattenkapitän Werner Hartmann. Après 200 jours en mer et un succès de sept navires marchands coulés pour un total de 36 778 tonneaux, l'U-198 retourne à la base sous-marine de Bordeaux qu'il atteint le 24 septembre 1943.
L'Unterseeboot 198 effectue deux patrouilles dans lesquelles il a coulé onze navires marchands pour un total de 59 690 tonneaux au cours de 315 jours en mer.
Sa deuxième patrouille commence à la base sous-marine de La Rochelle le 20 avril 1944 sous les ordres de l'Oberleutnant zur See Burkhard Heusinger von Waldegg. Après 115 jours en mer et un palmarès de cinq navires marchands coulés pour un total de 22 912 tonneaux, l'U-198 est coulé à son tour le 12 août 1944 au large des Seychelles à la position géographique de 3° 35′ S, 52° 49′ E par des charges de profondeurs lancées de la frégate britannique HMS Findhorn et du sloop indien HMIS Godavari.

Les soixante-six membres d'équipage meurent dans cette attaque.

## Affectations successives
- 4. Unterseebootsflottille du 3 novembre 1942 au 15 janvier 1944 (entrainement)
- 12. Unterseebootsflottille du 21 janvier 1944 au 12 août 1944 (service actif)

## Commandement
- Fregattenkapitän Werner Hartmann  du 3 novembre 1942 au 31 mars 1943
- Oberleutnant zur See Burkhard Heusinger von Waldegg du 1er avril 1943 au 12 août 1944

## Patrouilles
|       | Commandant                           | Départ        | Départ     | Arrivée           | Arrivée    | Jours     | Succès   |
| ----- | ------------------------------------ | ------------- | ---------- | ----------------- | ---------- | --------- | -------- |
| 1     | FrgKpt. Werner Hartmann              | 9 mars 1943   | Kiel       | 24 septembre 1943 | Bordeaux   | 200 jours | 36 778   |
|       | Oblt. Burkhard Heusinger von Waldegg | 23 mars 1944  | Bordeaux   | 25 mars 1944      | La Pallice | 3 jours   |          |
| 2     | Oblt. Burkhard Heusinger von Waldegg | 20 avril 1944 | La Pallice | 12 août 1944      | Coulé      | 115 jours | 22 912   |
| Total | Total                                | Total         | Total      | Total             | Total      | 315 jours | 59 690 t |

Note : Oblt. = Oberleutnant zur See  - FrgKpt. = Fregattenkapitän

## Navires coulés
L'Unterseeboot 198 a coulé 11 navires marchands pour un total de 59 690 tonneaux au cours des 2 patrouilles (315 jours en mer) qu'il effectua.
| Date            | Nom          | Nationalité    | Tonnage (GRT) | Fait  |
| --------------- | ------------ | -------------- | ------------- | ----- |
| 17 mai 1943     | Northmoor    | Royaume-Uni    | 4 392         | Coulé |
| 29 mai 1943     | Hopetarn     | Royaume-Uni    | 5 231         | Coulé |
| 5 juin 1943     | Dumra        | Royaume-Uni    | 2 304         | Coulé |
| 6 juin 1943     | William King | USA            | 7 176         | Coulé |
| 6 juillet 1943  | Hydraios     | Grèce          | 4 476         | Coulé |
| 7 juillet 1943  | Leana        | Royaume-Uni    | 4 742         | Coulé |
| 1er août 1943   | Mangkalihat  | Pays-Bas       | 8 457         | Coulé |
| 16 juin 1944    | Columbine    | Afrique du Sud | 3 268         | Coulé |
| 15 juillet 1944 | Director     | Royaume-Uni    | 5 107         | Coulé |
| 6 août 1944     | Empire City  | Royaume-Uni    | 7 295         | Coulé |
| 7 août 1944     | Empire Day   | Royaume-Uni    | 7 242         | Coulé |

### Référence
1. ↑  (en) « Ships hit by U-198 - U-boat Successes - German U-boats - uboat.net », sur uboat.net (consulté le 23 octobre 2021).

### Source
- (en) Cet article est partiellement ou en totalité issu de l’article de Wikipédia en anglais intitulé « German submarine U-198 » (voir la liste des auteurs).